# Micrura caeca
Micrura caeca är en djurart som tillhör fylumet slemmaskar, och som beskrevs av Addison Emery Verrill 1895. Micrura caeca ingår i släktet Micrura och familjen Lineidae. Inga underarter finns listade i Catalogue of Life.